# 卡米耶
卡米耶（法語：Camiers，法語發音：[kamje]）是法国上法兰西大区加来海峡省的一个市镇，位于该省西部偏南，属于蒙特勒伊区。

## 地理
卡米耶（50°33'58"N, 1°36'49"E）面积16.13 平方千米，位于法国上法蘭西大區加来海峡省，该省份为法国北部沿海省份，西北濒北海，南至索姆省，东临北部省。
与卡米耶接壤的市镇（或旧市镇、城区）包括：达讷、勒福、维代姆、埃塔普勒。

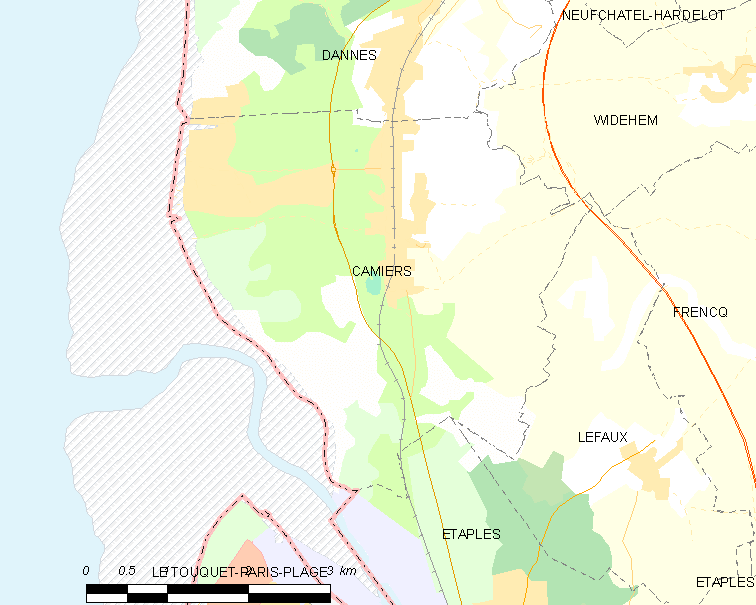
卡米耶的OSM定位图

卡米耶的时区为UTC+01:00、UTC+02:00（夏令时）。

## 行政
卡米耶的邮政编码为62176，INSEE市镇编码为62201。

## 政治
卡米耶所属的省级选区为埃塔普勒县。

## 人口

1962-2008年间卡米耶人口变化图示

卡米耶于2022年1月1日时的人口数量为2633人。